# Глушко (кратер)
Глушко (лат. Glushko) — молодий імпактний кратер на видимому боці Місяця близько 40 км у діаметрі. 
Початкова робоча назва —  Olbers A. Остаточну назву отримав 1994 року на честь Валентина Петровича Глушка (1908-1989) — ученого-ракетника; академіка АН України та АН СРСР, інженера, видатного радянського ученого в галузі ракетно-космічної техніки, основоположник рідинного ракетного двигунобудування. 

## Розташування
Розташований у західній частині видимого боку Місяця, в Океані Бур, на західному боці кратера Ольберса.

## Морфологія
Кратер має чіткий вал, у наявності тераси та обвали, потужний зовнішній вал, багато піків, наявні ланцюжки гір, дно нерівне, ознаки лави відсутні, є променева система, підстилаюча поверхня — перехідна зона між материком і рівниною.